# Kärrslätt
Kärrslätt (estniska: Kersleti, estlandssvenskt uttal: kählet, kälet) är en by i Estland. Den ligger på Ormsö som ligger utanför landets västkust, i Ormsö kommun och landskapet Läänemaa, 100 kilometer sydväst om huvudstaden Tallinn. Byn hade 5 invånare år 2011.
Byn ligger 5 meter över havet. Den ligger utmed Ormsös nordvästra kust mot Östersjön, angränsar till Saxby i väster, Borrby i öster och Fällarna i söder. Uddarna Kjursgrunne och Kärrsleti neem ligger vid byns kust, och där innanför sjön Kersleti järv som är 0,19 kvadratkilometer stor. Kärrslätt ligger cirka 6 km nordväst om Ormsö kommuns centralort Hullo. 
Kärrslätt ligger på Ormsö som jämte Nuckö traditionellt har varit centrum för estlandssvenskarna. Byns nuvarande namn är en estnisk förvrängning av Kyrkslätt på Finlands sydkust. Byn grundades i tiden av svensktalande kyrkslättbor. Ortnamnen på Ormsö minner om estlandssvenskarnas historia. Ormsö avfolkades nästan helt under andra världskriget när flertalet estlandssvenskar flydde till Sverige. 

## Bilder

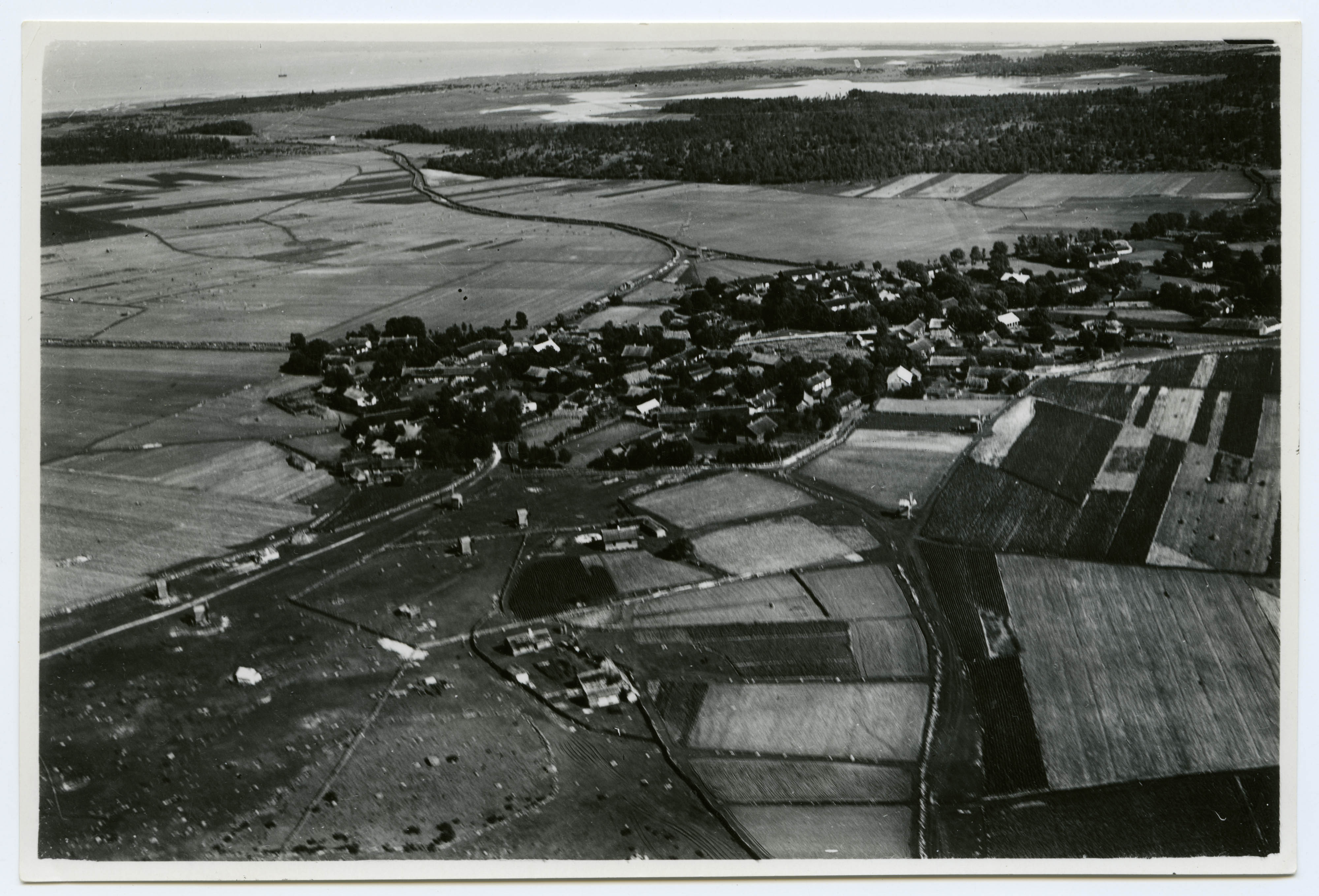
Kerrslätt år 1934
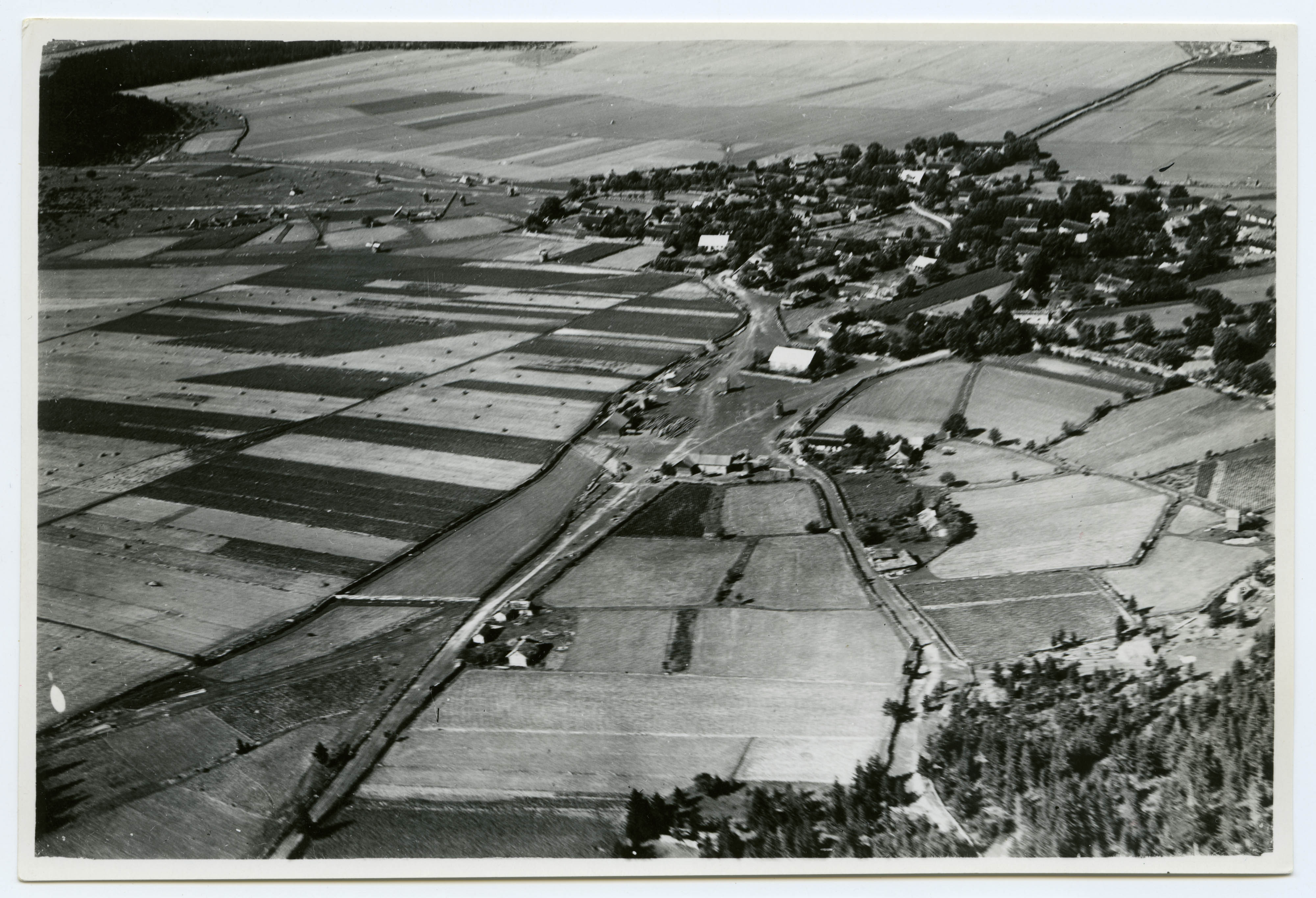
Kerrslätt år 1934